# Phyllanthus excisus
Phyllanthus excisus är en emblikaväxtart som beskrevs av Ignatz Urban. Phyllanthus excisus ingår i släktet Phyllanthus och familjen emblikaväxter. Inga underarter finns listade i Catalogue of Life.